# Theodore Roosevelt Expressway

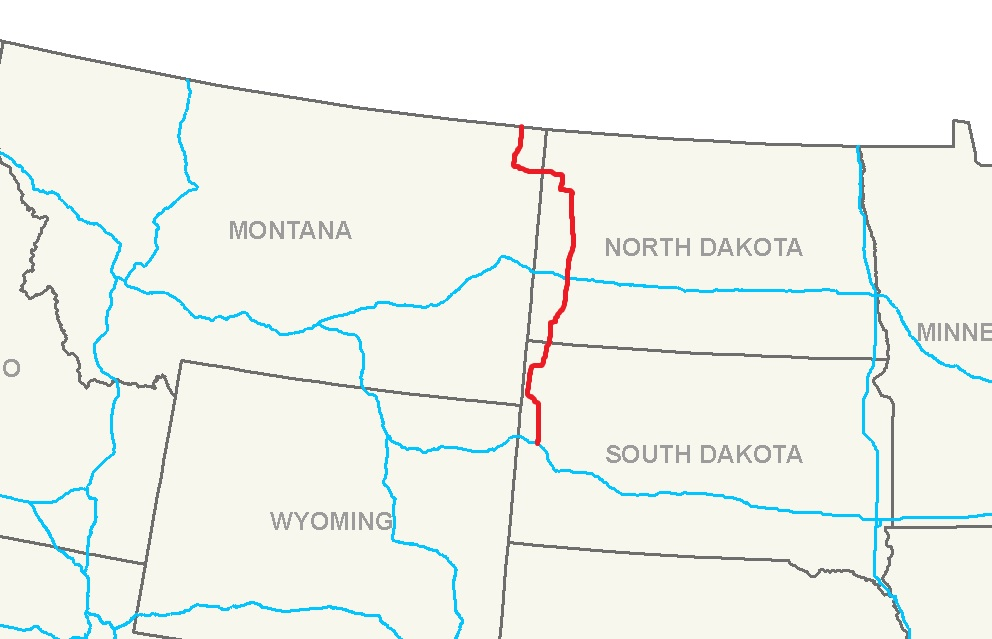
De Theodore Roosevelt Expressway

De Theodore Roosevelt Expressway (ook National Highway System High Priority Corridor 58) is een corridor in de Verenigde Staten die bestaat uit een aantal wegen tussen Rapid City in South Dakota en Raymond in Montana op de Canadese grens. De corridor heeft een lengte van 716 kilometer en heeft grotendeels twee of meer rijstroken. De Theodore Roosevelt Expressway werd in 2005 benoemd tot corridor. De omdoping had geen gevolgen voor de staat en het ontwerp van de wegen. De Theodore Roosevelt Expressway is vernoemd naar president Theodore Roosevelt.

## Route

### South Dakota
De Theodore Roosevelt Expressway begint bij Rapid City en gaat onder andere door Sturgis, Spearfish, Belle Fourche en Buffalo. De corridor heeft in South Dakota een lengte van 257 kilometer en gaat in Sout Dakota alleen over de US Route 85.

### North Dakota
De Theodore Roosevelt Expressway gaat in North Dakota verder op de US Route 85 en gaat daar onder andere door Bowman, Amidon, Belfield, Watford City en Alexander. Hierna gaat de corridor verder op de US Route 2. De Theodore Roosevelt Expressway heeft in North Dakota een lengte van 317 kilometer.

### Montana
De Theodore Roosevelt Expressway gaat in Montana verder op de US Route 2 en gaat daar onder andere door Bainville en Culbertson. Hierna gaat de corridor verder op de Montana Highway 16 en gaat daar onder andere door Froid, Medicine Lake, Antelope en Plentywood. De Theodore Roosevelt Expressway eindigt op de Canadese grens bij Raymond en heeft in Montana een lengte van 142 kilometer.